# Дамодар (река)
Дамо́дар (англ. Damodar, хинди दामोदर नदी, бенг. দামোদর নদ) — река в Индии. Берёт своё начало около деревни Чандва, в округе Паламау, на плоскогорье Чхота-Нагпур в штате Джаркханд, Восточная Индия. На протяжении 592 км Дамодар течёт в восточном направлении через штаты Джаркханд и Западная Бенгалия, затем впадает в реку Хугли. Наиболее крупным притоком Дамодара является река Баракар. Ранее река Дамодар текла через Бенгалию прямиком с запада на восток и впадала в реку Хугли около Калны. Позднее, однако, река изменила своё русло, и теперь большей частью впадает в Мундешвари, которая затем сливается с другими реками и впадает в реку Рупнараян. На некоторых языках племён Джаркханда река называется Дамуда, что в переводе означает «священная вода».
У истоков Дамодара на плоскогорье Чхота-Нагпур в сезон дождей выпадают обильные осадки, что часто приводило к наводнениям. По этой причине ранее Дамодар называли «рекой печали». В настоящее время, однако, наводнения являются редкостью. В долине реки Дамодара, занимающей площадь в 24 235 км², расположены огромные залежи каменного угля и слюды. Здесь находится крупный промышленный пояс Индии. По этой причине долину часто называют «индийским Рурским регионом». Из-за активной промышленной деятельности в регионе река Дамодар является одной из самых загрязнённых в Индии.
Для производства электроэнергии в долине реки были построены несколько гидроэлектростанций. Первая из них была открыта в 1953 году на реке Баракар.